# Comi Digi +
Comi Digi + (隔月コミデジ+?, Komi Deji +, letto anche come Comi Digi Plus) era una rivista giapponese di manga per un pubblico seinen curata dalla casa editrice Broccoli, pubblicata da Flex Comix e venduta attraverso SB Creative.
La rivista era venduta bimestralmente ogni mese paro il 21 del mese, a cominciare dal 21 aprile 2006. L'ultimo numero è stato pubblicato il 21 agosto 2008.

## Titoli pubblicati
- Chitose ga Iku!
- Chitose Meshi Mase
- Clannad
- Gema Gema Gekijō Di Gi Charat
- Ekorōgu 46
- Emiru Miracle
- Fushigi no Kuni no Mint-chan
- Galaxy Angel
- Galaxy Angel 3rd
- GGBG!
- Gokukō Kōshinkyoku
- Hokke Mirin no Hi
- Idol Tantei Akari
- Kamichama Karin +
- Koikyū
- Kon Kon Kokon
- Majiponi!
- Mimitsuki G.A. Double Neko Maid
- Miracle Twin Star
- Piyo Piyo Piyoko-chan
- Princess Concerto
- True Tears
- Yoki Koto Kiku